# Kínai ortodox egyház
A kínai ortodox egyház az orosz ortodox egyházhoz tartozó autonóm ortodox egyház, autonóm státuszát több ortodox egyház, köztük a konstantinápolyi egyház, nem ismeri el.

## Története
A kínai ortodoxizmus gyökerei 1686-ig nyúlnak vissza, amikor a kínai császár kozákokat fogadott maga mellé testőrnek, akik leszármazottai később beolvadtak a kínai társadalomba, de ortodox hitüket megtartották. Az orosz ortodox egyház a 19. század végétől kezdett el aktív hittérítő munkát folytatni Kína területén, 1914-re már körülbelül 50 000 híve volt a vallásnak az országban. 1939-re a püspökök száma elérte az ötöt, Harbin városában pedig ortodox egyetem is létesült. 1949-ben becslések szerint 100 000 ortodox élt Mandzsúriában, ahol 60 parókiában 200 pap dolgozott, és mintegy kétszer ennyi híve volt a vallásnak Kína többi részén. A kínai forradalom után a papok nagy részét a Szovjetunióba deportálták, mások nyugatra szöktek. 1955-re mindössze 30 orosz pap maradt az országban. A moszkvai pátriárka 1956-ban adományozott autonómiát az akkor körülbelül 20 000 hívet számláló kínai ortodox egyháznak, amelynek ekkor két püspöke volt: egy Pekingben és egy Sanghajban.